# Rejon czortkowski (1940–2020)
Rejon czortkowski (ukr. Чортківський район) – rejon w obwodzie tarnopolskim Ukrainy.  Po 2020 r. powstał rejon o tej nazwie obejmujący około 1/3 obwodu.
Istniał w latach 1939–2020, jego powierzchnia wynosiła 903 km², a ludność rejonu liczyła 80 900 osób.
Na terenie rejonu znajdowały się: 1 miejska rada, 1 osiedlowa rada i 43 silskie rady, obejmujących w sumie 54 miejscowości. Siedzibą władz rejonowych był Czortków.

## Miejscowości rejonu
- Antonów (Антонів)
- Bazar (Базар)
- Biała (Біла)
- Białobożnica (Білобожниця)
- Biały Potok (Білий Потік)
- Bosyry (Босири)
- Byczkowce (Бичківці)
- Czarnokońce Małe (Малі Чорнокінці)
- Czarnokońce Wielkie (Великі Чорнокінці)
- Czerkawszczyzna (Черкавщина)
- Dawidkowce (Давидківці)
- Dolina (Долина)
- Dżuryn (Джурин)
- Jagielnica (Ягільниця)
- Jagielnica Stara (Стара Ягільниця)
- Kapuścińce (Капустинці)
- Kalinowszczyzna (Калинівщина)
- Kociubińczyki (Коцюбинчики)
- Kolędziany (Колиндяни)
- Kosów (Косів)
- Krzyweńkie (Кривеньке)
- Krzywołuka (Криволука)
- Mazurówka (Мазурівка)
- Milowce (Милівці)
- Muchawka (Мухавка)
- Nagórzanka (Нагірянка).
- Pastusze (Пастуше)
- Pauszówka (Палашівка)
- Połowce (Полівці)
- Probużna (Пробіжна)
- Przechody (Переходи)
- Romaszówka (Ромашівка)
- Rosochacz (Росохач)
- Rydoduby (Ридодуби)
- Siekierzyńce (Сокиринці)
- Siemakowce (Семаківці)
- Skomorosze (Скомороше)
- Skorodyńce (Скородинці)
- Słobódka Dżuryńska (Джуринська Слобідка)
- Sosolówka (Сосулівка)
- Szmańkowce (Шманьківці)
- Szmańkowczyki (Шманьківчики)
- Szulhanówka (Шульганівка)
- Szwajkowce (Швайківці)
- Świdowa (Свидова)
- Tarnawka (Тарнавка)
- Tłusteńkie (Товстеньке)
- Ułaszkowce (Улашківці)
- Uhryń (Угринь)
- Wasylków (Васильків)
- Wola Czarnokoniecka (Чорнокінецька Воля)
- Wygnanka Górna (Горішня Вигнанка)
- Zabłotówka (Заболотівка)
- Zalesie (Залісся)
- Zawodśke (Заводське)
- Zielona (Зелена)
- Zwiniacz (Звиняч)